# Jürg Oleas
Jürg Oleas (* 8. Dezember 1957 in Quito) ist ein Schweizer Maschinenbauer; er war Vorstandsvorsitzender der GEA Group.
Oleas wuchs in Südamerika auf. 1976 begann er an der ETH Zürich ein Maschinenbaustudium mit Zusatzvertiefung in Rechtslehre. Fünf Jahre später schloss er mit Diplom, einem Master of Science in Maschineningenieurwissenschaften, ab. 1982 ging er zu ABB. Er arbeitete bis 1996 als Entwicklungsingenieur im Bereich Dampfturbinen und Anlagenbau.
Von 1999 bis 2001 arbeitete er in führender Position bei Alstom Power Schweiz. 2001 wurde er Vorstandsmitglied der mg technologies AG, der heutigen GEA Group. Am 1. November 2004 wurde er zum Vorstandsvorsitzenden berufen. Er informierte am 18. März 2018 den Vorsitzenden des Aufsichtsrats, Helmut Perlet, dass er seinen Vertrag über den 31. Dezember 2019 nicht verlängern werde und beabsichtigt zur Hauptversammlung im April 2019 aus dem Vorstand auszuscheiden. Als Nachfolger ist seit dem 18. Februar 2019 Stefan Klebert bestellt.
Am 30. Juni 2020 wurde er zum Präsidenten des Verwaltungsrates und als Mitglied des Personal- und Vergütungsausschusses der Hochdorf Holding AG gewählt.